# Одровонжек
Одровонжек (пол. Odrowążek) — село в Польщі, у гміні Бліжин Скаржиського повіту Свентокшиського воєводства.
Населення — 431 особа (2011).
У 1975-1998 роках село належало до Келецького воєводства.

## Демографія
Демографічна структура на день 31 березня 2011 року:
|          | Загалом | Допрацездатний вік | Працездатний вік | Постпрацездатний вік |
| -------- | ------- | ------------------ | ---------------- | -------------------- |
| Чоловіки | 214     | 40                 | 153              | 21                   |
| Жінки    | 217     | 30                 | 120              | 67                   |
| Разом    | 431     | 70                 | 273              | 88                   |